# A Dal (2021)
A Dal 2021 hétrészes tehetségkutató műsor, melynek keretén belül a nézők és a szakmai zsűri kiválasztja, hogy melyik a legjobb magyar sláger. Az MTVA és a Duna Média 2020. október 15-én délután tette közzé a pályázati feltételeket és a hivatalos versenyszabályzatot. A versenybe november 15-ig jelentkezhettek az előadók és a zenekarok. A felhívásra 412 pályamű érkezett be a meghosszabbított határidőig.
A verseny győztese a Kaukázus együttes lett, akik az Egyetlen szó című dallal nyerték el a műsor fődíjának számító 10 millió forint összértékű zenei támogatást. Versenydaluk megfelelt volna az Eurovíziós Dalfesztivál szabályainak, hiszen 2020. szeptember 1-je után mutatták be nyilvánosan.

## A helyszín
A műsor helyszínéül az előző évekhez hasonlóan az MTVA Kunigunda útjai székházának 600 m2-es egyes stúdiója szolgál, Budapesten.

## A műsorvezetők és a zsűritagok
A tizedik évadban a műsor házigazdái Orsovai Reni és Freddie lettek, utóbbi negyedik alkalommal látja el ezt a feladatot. Reni 2018-ban, 2019-ben és 2020-ban mint versenyző vett részt a műsorban – utóbbit meg is nyerte Rácz Gergővel közösen, míg Freddie 2016-ban diadalmaskodott, és az Eurovíziós Dalfesztivál döntőjébe bejutva a 19. helyen végzett 108 ponttal. 2017-ben, 2018-ban és 2019-ben Rátonyi Krisztával közösen ő volt a magyar kommentátora az Eurovíziós Dalfesztiválnak. A műsorvezetők munkáját A Dal Kulissza című műsorban ezúttal is Lola és Forró Bence segíti. Előbbi a 2019-es Eurovíziós Dalfesztivál egyik magyar zsűritagja volt, míg utóbbi 2018-ban és 2019-ben a hazai zsűri pontajit ismertette a nemzetközi verseny döntőjében.
A szakmai zsűrit képviseli:
- Vincze Lilla: EMeRTon-díjas énekesnő, szövegíró, a Napoleon Boulevard frontembere, a 2018-as Eurovíziós Dalfesztivál egyik magyar zsűritagja
- Nagy Feró: énekes, dalszövegíró, a Beatrice és az Ős-Bikini frontembere, az X-Faktor első három évadának zsűritagja
- Mező Misi: a Magna Cum Laude énekes-gitárosa, a The Voice – Magyarország hangja és a Rising Star című tehetségkutató műsorok, valamint A Dal 2018 és 2019 eurovíziós nemzeti dalválasztó show zsűritagja
- Ferenczi György: Artisjus- és kétszeres EMeRTon-díjas zenész, a Rackajam zenekar frontembere.

## A résztvevők
Az MTVA 2020. december 11-én jelentette be az élő műsorsorozatba jutottak névsorát egy online sajtótájékoztató keretein belül.
| Előadó                                               | Dal                 | Zene és szöveg                                                                                                  |
| ---------------------------------------------------- | ------------------- | --- |
| Andelic Jonathan                                     | Áldom               | Andelic Jonathan, Ferencz Péter Peet                                                                            |
| Anevemandras                                         | Hazaérek majd       | Kállay Saunders, Kuti Róbert, Fésűs Ádám, Siklósi Bence, Julian Alejandro Torres Vargas / Tabár István          |
| Balogh Eszter                                        | Maradnék            | Balla Bettina Claudia                                                                                           |
| BariLaci                                             | Féltelek            | Bari Laci |
| Beneath My Skin                                      | Ébredj!             | Dunai Gergő, Hercz Tamás, Taksz Ákos, Balogh Péter / Dunai Gergő                                                |
| Chain Bridge Pop                                     | Messze valahol      | Hajdu Erik, Hajdu Zoltán, Szombathelyi Dávid, Bauer Attila, Kádi Balázs, Varga Zoltán                           |
| Csondor Kata                                         | Bosszúállók         | Vigh Arnold / Csondor Kata                                                                                      |
| Detti                                                | Nem muszáj          | Hasenfracz Bernadett, Vígh Arnold                                                                               |
| Down For Whatever                                    | Zuhanás             | Diószegi István, Császár Róbert, Zsoldos Dávid, Czink Zsombor                                                   |
| Galda Levente                                        | Eredő               | Galda Levente, Szekér Gergő                                                                                     |
| GERENDĀS feat. Dárdai Blanka                         | Senkié              | Gerendás Dániel / Dárdai Blanka, Gerendás Dániel                                                                |
| Hajdu Erik                                           | Szürke madár        | Hajdu Erik |
| Heavy Brains                                         | Emlékszel           | Dávid Balázs Zoltán, Timbusz Bence, Markos Zoltán Bence, Becsky Gábor Pál                                       |
| Hegedűs Bori és Tempfli Erik                         | Altató              | Tempfli Erik / Hegedűs Bori                                                                                     |
| Katona Petra                                         | Viszlát Múlt        | Katona Petra, Kovács Dániel, Koszorú Attila Gábor, Gerendás Dániel                                              |
| Kaukázus                                             | Egyetlen szó        | Kardos-Horváth János, Kontor Tamás                                                                              |
| Kozma Orsi                                           | Változik a világ    | Bartalos Jenő                                                                                                   |
| LivingRoom                                           | Megtörtént          | Pál Benjámin / Hujber Szabolcs, Pál Benjámin                                                                    |
| LongStoryShort!                                      | Talán holnap        | Marschall György, Varró Bálint, Kovács Tamás, Nagy Olivér                                                       |
| Luscinia                                             | Labirintus          | Seres Kitti, Jurisits Tamás, Berek Dániel, Őri Sebestyén Teofil, Móczó Martin                                   |
| Mudfield                                             | Nincsen szerencsém  | Kovácsovics Máté                                                                                                |
| NÁGI és Betti                                        | Gyere velem         | Nági, Betti |
| Nagy Adri                                            | Hol voltál?         | Vígh Arnold / Nagy Adri                                                                                         |
| Nagy Szilárd feat. Ragány Misa                       | Drága Hazám         | Szűcs Norbert, Nagy Szilárd, Ragány Misa / Hujber Szabolcs, Nagy Szilárd, Ragány Misa                           |
| Name Project                                         | Altass el!          | Illés Zoltán |
| No Sugar                                             | Falak               | György Lívia, Bereczky Botond, Basilidesz László Zoltán, Boeriu Adrian, Ferenczi Zoltán Gábor / Bereczky Botond |
| Noémo                                                | Hableány            | Takácsová Noémi                                                                                                 |
| Pejtsik Panna                                        | Fehér elefánt       | Pejtsik Panna                                                                                                   |
| Phoenix RT feat. Diószegi Kiki                       | Jelzőfény           | Győrög Márton, Lépes Frantisek, Varga Zoltán / Puss Tamás, Diószegi István                                      |
| Pink & The Panthers                                  | Sodor a szél        | Pink Edvárd |
| Radics Gigi                                          | Egy vagy velem      | Radics Gigi / Hujber Szabolcs                                                                                   |
| Siklósi Balázs                                       | Csak egy IGEN       | Siklósi Balázs, Rakonczai Viktor / Major Eszter                                                                 |
| Sőti Barbi                                           | Érezz idebenn       | Kelemen Barbara, Gerendás Dániel                                                                                |
| Süle Zsolt                                           | Befúj               | Süle Zsolt |
| Swing à la Django és Herrer Sára feat. Sárközi Lajos | Maradok             | Toldi Miklós, Polgár Odett / Szepesi Mátyás                                                                     |
| Szabó Leslie                                         | Legyen másnak is jó | Szabó-Nagy László, Kulcsár Attila                                                                               |
| Szekér Gergő                                         | Hazatérsz           | Szekér Gergő / Szekér Gergő, Varga Viktor                                                                       |
| Szőke Nikoletta                                      | Új esély            | Szőke Nikoletta                                                                                                 |
| Tortuga                                              | Törnek az ablakok   | Kerle Ákos, Tomku Milán, Hegyi Ábel, Dömötör Sándor / Hegyi Ábel                                                |
| Veréb Tomi                                           | Miénk volt a világ  | Veréb Tomi |
| YOULÏ                                                | A legjobb           | Horányi Juli YOULÏ, Kálmán Tamás KÁTÉ, Palásti Kovács Zoltán "Zoohacker"                                        |

## A versenyszabályok változása
Az MTVA és a Duna Média 2020. október 15-én délután tette közzé a pályázati feltételeket és a hivatalos versenyszabályzatot. A műsor fődíja továbbra sem az Eurovíziós Dalfesztiválon való fellépés lehetősége. Változás a pályázati feltételek között, hogy innentől 2020. március 30-a utáni dalokat várnak a versenybe. Az élő műsorsorozatba ezúttal már nem 30, hanem 40 produkció kerül be.
Az előző négy évadhoz hasonlóan kiosztják A Dal felfedezettje, illetve A legjobb dalszöveg díját is.

## A verseny
A beérkezett 412 dal közül egy tíz tagú előzsűri választotta ki a tehetségkutató verseny résztvevőit. 2020. december 11-én ismertették a közönséggel, hogy melyik az a negyven dal, amelyik bejutott az élő műsorba. Ekkor mutatták be a produkció új logóját is, mely egy egyszerű A DAL felirat világoskék színben, fekete szegéllyel. 2019 óta minden évadhoz más embléma volt használatban. A magyar nyelvű dalszövegek mellett ezúttal sem lehetett angol nyelvűt beküldeni, csak a Magyarország területén élő kisebbségek nyelvén írt pályaműveket fogadta a zsűri. Így összesen tizennégy különböző nyelven is megszólalhattak volna a műsor dalai, melyek az alábbiak: bolgár, cigány, görög, horvát, lengyel, magyar, német, örmény, román, ruszin, szerb, szlovák, szlovén és ukrán. A tehetségkutató műsor zsűrije ismét négyfős lett, melynek tagjai Nagy Feró, Vincze Lilla, Mező Misi és Ferenczy György voltak. Az első válogatóra 2021. január 30-án került sor, a döntő pedig 2021. március 13-án lesz látható a Dunán.
Januárban, februárban és márciusban összesen hét show-műsort adnak le. A műsorok során a szakmai zsűri, illetve a közönség szavazata dönt arról, hogy melyik dal kapja a Magyarország legjobb dala címet. Ez lesz a második alkalom, hogy a győztes nem kapja meg az Eurovíziós Dalfesztiválon való indulás lehetőségét, sőt Magyarország nem is nevez indulót a nemzetközi versenyre már második éve.
Nyolcadszor indul el az online akusztik szavazás, ahol a dalok akusztikus verzióira lehet szavazni adal.hu hivatalos honlapon. Az Akusztikus verziók versenyének nyertese Akusztik koncertlehetőséget kap a Petőfi Rádió felajánlásában.
A Dal győztes száma lesz a 2021-es Petőfi Zenei Díj Az év dala kategória nyertese – a díjat a tehetségkutató műsor döntőjében Lobenwein Norbert adja át. A döntőben nemcsak a végső győztes, hanem mind a nyolc finalista részesül zenei produkciójának fejlesztésére fordítható pénzjutalomban. A március 13-i fináléban a zsűri által legjobbnak ítélt, legmagasabb pontszámot kapó négy produkcióra szavazhatnak majd a nézők, az ő szavazataik alapján kerül kihirdetésre a végső győztes. Az év dalának előadója 10 millió forint pénzjutalmat kap. A zsűri pontjai alapján legjobb négy közé kerülő másik három produkció 5–5 millió forinttal gazdagodik. A további 4 döntős versenyző 1–1 millió forint díjazásban részesül.
Az egyes adásokat követően a Dunán A Dal Kulissza címmel indul kísérőműsor.

## Élő adások
Minden élő műsorban a négytagú zsűri közvetlenül a produkciók elhangzása után pontozza az egyes dalokat 1-től 10-ig. A kialakult sorrend alapján a négy válogatóból 4 dal, a két elődöntőből 3 dal automatikusan az elődöntőbe kerül. Ha a pontozás során holtverseny alakul ki, a zsűri egyszerű szótöbbséggel dönt a továbbjutó dal(ok)ról.
A válogatókban és elődöntőkben a pontszámok alapján nem továbbjutó versenydalokra, – válogatónként 6, elődöntőnként 7 produkcióra a nézők küldhetnek szavazatokat. Az SMS-en keresztül zajló szavazás csak az összes dal elhangzása után indul el minden élő adásban. A pontszámok alapján nem továbbjutó produkciók közül az az 1 dal jut tovább, amelyik a legtöbb SMS-en keresztül küldött szavazatot kapja a nézőktől.
A műsort élőben feliratozzák, mely elérhető a Dunán a teletext 333. oldalán.

### Válogatók
Az MTVA a négy válogatót 2021. január 30-án, február 6-án, február 13-án és február 20-án tartja. A négytagú zsűri közvetlenül a dalok elhangzása után pontozta az egyes dalokat 1-től 10-ig. A műsort élőben közvetíti a Duna, illetve interneten adal.hu. A válogatók után 21:40-től A Dal Kulissza címmel kísérőműsor indul a Dunán és az M2 Petőfi TV-n.

#### Első válogató
A műsor nyitányaként bemutatták az élő show-ba bejutott negyven versenyző által előadott közös produkciót, Balázs Fecó dalát, az Ugye, nem hiszed el című dalt. A versenyprodukciók mellett extra fellépő volt Vincze Lilla és Ember Márk, akik a Bergendy-együttes zenekarvezetőjére, Bergendy Istvánra emlékezve adtak elő egy egyveleget.
| Első válogató – 2021. január 30. | Első válogató – 2021. január 30. | Első válogató – 2021. január 30.                                                     | Első válogató – 2021. január 30. | Első válogató – 2021. január 30. | Első válogató – 2021. január 30. | Első válogató – 2021. január 30. | Első válogató – 2021. január 30. | Első válogató – 2021. január 30. |
| #                                | Előadó                           | Dal (zene / szöveg)                                                                  | Pontozás                         | Pontozás                         | Pontozás                         | Pontozás                         | Pontozás                         | Eredmény                         |
| #                                | Előadó                           | Dal (zene / szöveg)                                                                  | Nagy Feró                        | Vincze Lilla                     | Mező Misi                        | Ferenczi György                  | Σ                                | Eredmény                         |
| -------------------------------- | -------------------------------- | ------------------------------------------------------------------------------------ | -------------------------------- | -------------------------------- | -------------------------------- | -------------------------------- | -------------------------------- | -------------------------------- |
| 01                               | Name Project                     | Altass el! (Illés Zoltán)                                                            | 6                                | 6                                | 5                                | 6                                | 23                               | Kiesett                          |
| 02                               | Nagy Adri                        | Hol voltál? (Vígh Arnold / Nagy Adri)                                                | 4                                | 6                                | 6                                | 5                                | 21                               | Kiesett                          |
| 03                               | Hajdu Erik                       | Szürke madár (Hajdu Erik)                                                            | 6                                | 9                                | 7                                | 7                                | 29                               | Továbbjutott                     |
| 04                               | Tortuga                          | Törnek az ablakok (Kerle Ákos, Tomku Milán, Hegyi Ábel, Dömötör Sándor / Hegyi Ábel) | 9                                | 8                                | 7                                | 7                                | 31                               | Továbbjutott                     |
| 05                               | Sőti Barbi                       | Érezz idebenn (Kelemen Barbara, Gerendás Dániel)                                     | 8                                | 7                                | 7                                | 6                                | 28                               | Kiesett                          |
| 06                               | Siklósi Balázs                   | Csak egy IGEN (Siklósi Balázs, Rakonczai Viktor / Major Eszter)                      | 6                                | 7                                | 5                                | 5                                | 23                               | Kiesett                          |
| 07                               | Veréb Tomi                       | Miénk volt a világ (Veréb Tomi)                                                      | 8                                | 6                                | 7                                | 6                                | 27                               | Kiesett                          |
| 08                               | Galda Levente                    | Eredő (Galda Levente, Szekér Gergő)                                                  | 10                               | 8                                | 8                                | 7                                | 33                               | Továbbjutott                     |
| 09                               | Szőke Nikoletta                  | Új esély (Szőke Nikoletta)                                                           | 8                                | 9                                | 9                                | 9                                | 35                               | Továbbjutott                     |
| 10                               | Mudfield                         | Nincsen szerencsém (Kovácsovics Máté)                                                | 6                                | 7                                | 7                                | 7                                | 27                               | Továbbjutott                     |

#### Második válogató
A műsor nyitányaként Freddie, Orsovai Reni és Mező Misi megemlékezett a 2021. február 5-én elhunyt Siklósi Örsről, az AWS frontemberéről, aki 2018-ban nyerte meg a műsort zenekarával, és képviselte Viszlát nyár című dalával Magyarországot az Eurovíziós Dalfesztiválon Lisszabonban. A versenyprodukciók mellett extra fellépő volt a Fatal Error zenekar és Keresztes Ildikó, akik az Omegától az Ezüst eső című dalt adták elő.
| Második válogató – 2021. február 6. | Második válogató – 2021. február 6. | Második válogató – 2021. február 6.                                                                                     | Második válogató – 2021. február 6. | Második válogató – 2021. február 6. | Második válogató – 2021. február 6. | Második válogató – 2021. február 6. | Második válogató – 2021. február 6. | Második válogató – 2021. február 6. |
| #                                   | Előadó                              | Dal (zene / szöveg) | Pontozás                            | Pontozás                            | Pontozás                            | Pontozás                            | Pontozás                            | Eredmény                            |
| #                                   | Előadó                              | Dal (zene / szöveg) | Nagy Feró                           | Vincze Lilla                        | Mező Misi                           | Ferenczi György                     | Σ                                   | Eredmény                            |
| ----------------------------------- | ----------------------------------- | --- | ----------------------------------- | ----------------------------------- | ----------------------------------- | ----------------------------------- | ----------------------------------- | ----------------------------------- |
| 11                                  | YOULÏ                               | A legjobb (Horányi Juli YOULÏ, Kálmán Tamás KÁTÉ, Palásti Kovács Zoltán "Zoohacker")                                    | 7                                   | 7                                   | 7                                   | 6                                   | 27                                  | Kiesett                             |
| 12                                  | Szabó Leslie                        | Legyen másnak is jó (Szabó-Nagy László, Kulcsár Attila)                                                                 | 9                                   | 6                                   | 8                                   | 7                                   | 30                                  | Továbbjutott                        |
| 13                                  | LongStoryShort!                     | Talán holnap (Marschall György, Varró Bálint, Kovács Tamás, Nagy Olivér)                                                | 9                                   | 7                                   | 6                                   | 6                                   | 28                                  | Kiesett                             |
| 14                                  | Noémo                               | Hableány (Takácsová Noémi)                                                                                              | 6                                   | 9                                   | 8                                   | 7                                   | 30                                  | Továbbjutott                        |
| 15                                  | Andelic Jonathan                    | Áldom (Andelic Jonathan, Ferencz Péter Peet)                                                                            | 8                                   | 6                                   | 8                                   | 7                                   | 29                                  | Továbbjutott                        |
| 16                                  | Phoenix RT feat. Diószegi Kiki      | Jelzőfény (Győrög Márton, Lépes Frantisek, Varga Zoltán / Puss Tamás, Diószegi István)                                  | 8                                   | 7                                   | 7                                   | 7                                   | 29                                  | Kiesett                             |
| 17                                  | No Sugar                            | Falak (György Lívia, Bereczky Botond, Basilidesz László Zoltán, Boeriu Adrian, Ferenczi Zoltán Gábor / Bereczky Botond) | 8                                   | 7                                   | 7                                   | 7                                   | 29                                  | Kiesett                             |
| 18                                  | GERENDĀS feat. Dárdai Blanka        | Senkié (Gerendás Dániel / Dárdai Blanka, Gerendás Dániel)                                                               | 7                                   | 9                                   | 8                                   | 7                                   | 31                                  | Továbbjutott                        |
| 19                                  | Pejtsik Panna                       | Fehér elefánt (Pejtsik Panna)                                                                                           | 6                                   | 9                                   | 6                                   | 7                                   | 28                                  | Kiesett                             |
| 20                                  | Anevemandras                        | Hazaérek majd (Kállay Saunders, Kuti Róbert, Fésűs Ádám, Siklósi Bence, Julian Alejandro Torres Vargas / Tabár István)  | 9                                   | 9                                   | 9                                   | 9                                   | 36                                  | Továbbjutott                        |

#### Harmadik válogató
A versenyprodukciók mellett extra fellépő volt a Karthago és Vastag Csaba, akik az Apáink útján című dalt adták elő.
| Harmadik válogató – 2021. február 13. | Harmadik válogató – 2021. február 13.                | Harmadik válogató – 2021. február 13.                                                                  | Harmadik válogató – 2021. február 13. | Harmadik válogató – 2021. február 13. | Harmadik válogató – 2021. február 13. | Harmadik válogató – 2021. február 13. | Harmadik válogató – 2021. február 13. | Harmadik válogató – 2021. február 13. |
| #                                     | Előadó                                               | Dal (zene / szöveg)                                                                                    | Pontozás                              | Pontozás                              | Pontozás                              | Pontozás                              | Pontozás                              | Eredmény                              |
| #                                     | Előadó                                               | Dal (zene / szöveg)                                                                                    | Nagy Feró                             | Vincze Lilla                          | Mező Misi                             | Ferenczi György                       | Σ                                     | Eredmény                              |
| ------------------------------------- | ---------------------------------------------------- | --- | ------------------------------------- | ------------------------------------- | ------------------------------------- | ------------------------------------- | ------------------------------------- | ------------------------------------- |
| 21                                    | Chain Bridge Pop                                     | Messze valahol (Hajdu Erik, Hajdu Zoltán, Szombathelyi Dávid, Bauer Attila, Kádi Balázs, Varga Zoltán) | 8                                     | 8                                     | 7                                     | 7                                     | 30                                    | Kiesett                               |
| 22                                    | Kozma Orsi                                           | Változik a világ (Bartalos Jenő)                                                                       | 6                                     | 7                                     | 7                                     | 8                                     | 28                                    | Kiesett                               |
| 23                                    | Beneath My Skin                                      | Ébredj! (Dunai Gergő, Hercz Tamás, Taksz Ákos, Balogh Péter / Dunai Gergő)                             | 8                                     | 8                                     | 7                                     | 7                                     | 30                                    | Továbbjutott                          |
| 24                                    | NÁGI és Betti                                        | Gyere velem (Nági, Betti)                                                                              | 6                                     | 7                                     | 8                                     | 7                                     | 28                                    | Kiesett                               |
| 25                                    | Nagy Szilárd feat. Ragány Misa                       | Drága Hazám (Szűcs Norbert, Nagy Szilárd, Ragány Misa / Hujber Szabolcs, Nagy Szilárd, Ragány Misa)    | 7                                     | 7                                     | 6                                     | 6                                     | 26                                    | Továbbjutott                          |
| 26                                    | Pink & The Panthers                                  | Sodor a szél (Pink Edvárd)                                                                             | 8                                     | 8                                     | 8                                     | 8                                     | 32                                    | Továbbjutott                          |
| 27                                    | Katona Petra                                         | Viszlát Múlt (Katona Petra, Kovács Dániel, Koszorú Attila Gábor, Gerendás Dániel)                      | 9                                     | 9                                     | 8                                     | 8                                     | 34                                    | Továbbjutott                          |
| 28                                    | Swing à la Django és Herrer Sára feat. Sárközi Lajos | Maradok (Toldi Miklós, Polgár Odett / Szepesi Mátyás)                                                  | 8                                     | 10                                    | 8                                     | 8                                     | 34                                    | Továbbjutott                          |
| 29                                    | Csondor Kata                                         | Bosszúállók (Vigh Arnold / Csondor Kata)                                                               | 5                                     | 6                                     | 6                                     | 6                                     | 23                                    | Kiesett                               |
| 30                                    | Szekér Gergő                                         | Hazatérsz (Szekér Gergő / Szekér Gergő, Varga Viktor)                                                  | 7                                     | 8                                     | 7                                     | 7                                     | 29                                    | Kiesett                               |

#### Negyedik válogató
A versenyprodukciók mellett extra fellépő volt a Republic és Bagossy Norbert, akik a Messzi földre vihetnél című dalt adták elő.
| Negyedik válogató – 2021. február 20. | Negyedik válogató – 2021. február 20. | Negyedik válogató – 2021. február 20.                                                      | Negyedik válogató – 2021. február 20. | Negyedik válogató – 2021. február 20. | Negyedik válogató – 2021. február 20. | Negyedik válogató – 2021. február 20. | Negyedik válogató – 2021. február 20. | Negyedik válogató – 2021. február 20. |
| #                                     | Előadó                                | Dal (zene / szöveg)                                                                        | Pontozás                              | Pontozás                              | Pontozás                              | Pontozás                              | Pontozás                              | Eredmény                              |
| #                                     | Előadó                                | Dal (zene / szöveg)                                                                        | Nagy Feró                             | Vincze Lilla                          | Mező Misi                             | Ferenczi György                       | Σ                                     | Eredmény                              |
| ------------------------------------- | ------------------------------------- | ------------------------------------------------------------------------------------------ | ------------------------------------- | ------------------------------------- | ------------------------------------- | ------------------------------------- | ------------------------------------- | ------------------------------------- |
| 31                                    | Kaukázus                              | Egyetlen szó (Kardos-Horváth János, Kontor Tamás)                                          | 9                                     | 9                                     | 9                                     | 9                                     | 36                                    | Továbbjutott                          |
| 32                                    | Detti                                 | Nem muszáj (Hasenfracz Bernadett, Vígh Arnold)                                             | 8                                     | 8                                     | 7                                     | 7                                     | 30                                    | Kiesett                               |
| 33                                    | Hegedűs Bori és Tempfli Erik          | Altató (Tempfli Erik / Hegedűs Bori)                                                       | 7                                     | 8                                     | 8                                     | 8                                     | 31                                    | Kiesett                               |
| 34                                    | Süle Zsolt                            | Befúj (Süle Zsolt)                                                                         | 8                                     | 9                                     | 9                                     | 8                                     | 34                                    | Továbbjutott                          |
| 35                                    | Balogh Eszter                         | Maradnék (Balla Bettina Claudia)                                                           | 7                                     | 8                                     | 7                                     | 8                                     | 30                                    | Kiesett                               |
| 36                                    | Luscinia                              | Labirintus (Seres Kitti, Jurisits Tamás, Berek Dániel, Őri Sebestyén Teofil, Móczó Martin) | 8                                     | 7                                     | 7                                     | 8                                     | 30                                    | Kiesett                               |
| 37                                    | LivingRoom                            | Megtörtént (Pál Benjámin / Hujber Szabolcs, Pál Benjámin)                                  | 8                                     | 8                                     | 8                                     | 8                                     | 32                                    | Kiesett                               |
| 38                                    | BariLaci                              | Féltelek. (Bari Laci)                                                                      | 9                                     | 10                                    | 9                                     | 9                                     | 37                                    | Továbbjutott                          |
| 39                                    | Down For Whatever                     | Zuhanás (Diószegi István, Császár Róbert, Zsoldos Dávid, Czink Zsombor)                    | 9                                     | 8                                     | 8                                     | 8                                     | 33                                    | Továbbjutott                          |
| 40                                    | Radics Gigi                           | Egy vagy velem (Radics Gigi / Hujber Szabolcs)                                             | 8                                     | 8                                     | 9                                     | 9                                     | 34                                    | Továbbjutott                          |

### Elődöntők
Az elődöntőkben minden produkciót akusztikus változatban kell előadni a versenyzőknek.

#### Első elődöntő
A versenyprodukciók mellett extra fellépő volt a Rackajam és Janicsák Veca, akik egy népdalegyveleget adták elő. Az első elődöntőben osztotta ki a zsűri A Dal felfedezettje díjat, melyet Katona Petrának ítéltek oda.
| Első elődöntő – 2021. február 27. | Első elődöntő – 2021. február 27. | Első elődöntő – 2021. február 27.                                                 | Első elődöntő – 2021. február 27. | Első elődöntő – 2021. február 27. | Első elődöntő – 2021. február 27. | Első elődöntő – 2021. február 27. | Első elődöntő – 2021. február 27. | Első elődöntő – 2021. február 27. |
| #                                 | Előadó                            | Dal (zene / szöveg)                                                               | Pontozás                          | Pontozás                          | Pontozás                          | Pontozás                          | Pontozás                          | Eredmény                          |
| #                                 | Előadó                            | Dal (zene / szöveg)                                                               | Nagy Feró                         | Vincze Lilla                      | Mező Misi                         | Ferenczi György                   | Σ                                 | Eredmény                          |
| --------------------------------- | --------------------------------- | --------------------------------------------------------------------------------- | --------------------------------- | --------------------------------- | --------------------------------- | --------------------------------- | --------------------------------- | --------------------------------- |
| 01                                | GERENDĀS feat. Dárdai Blanka      | Senkié (Gerendás Dániel / Dárdai Blanka, Gerendás Dániel)                         | 7                                 | 9                                 | 10                                | 8                                 | 34                                | Kiesett                           |
| 02                                | Beneath My Skin                   | Ébredj! (Dunai Gergő, Hercz Tamás, Taksz Ákos, Balogh Péter / Dunai Gergő)        | 8                                 | 7                                 | 7                                 | 7                                 | 29                                | Kiesett                           |
| 03                                | Szőke Nikoletta                   | Új esély (Szőke Nikoletta)                                                        | 8                                 | 8                                 | 10                                | 9                                 | 35                                | Kiesett                           |
| 04                                | Pink & The Panthers               | Sodor a szél (Pink Edvárd)                                                        | 8                                 | 9                                 | 9                                 | 9                                 | 35                                | Kiesett                           |
| 05                                | Mudfield                          | Nincsen szerencsém (Kovácsovics Máté)                                             | 8                                 | 7                                 | 7                                 | 7                                 | 29                                | Továbbjutott                      |
| 06                                | BariLaci                          | Féltelek. (Bari Laci)                                                             | 9                                 | 10                                | 10                                | 10                                | 39                                | Továbbjutott                      |
| 07                                | Szabó Leslie                      | Legyen másnak is jó (Szabó-Nagy László, Kulcsár Attila)                           | 8                                 | 7                                 | 9                                 | 9                                 | 33                                | Kiesett                           |
| 08                                | Kaukázus                          | Egyetlen szó (Kardos-Horváth János, Kontor Tamás)                                 | 10                                | 10                                | 9                                 | 8                                 | 37                                | Továbbjutott                      |
| 09                                | Katona Petra                      | Viszlát Múlt (Katona Petra, Kovács Dániel, Koszorú Attila Gábor, Gerendás Dániel) | 10                                | 9                                 | 10                                | 10                                | 39                                | Továbbjutott                      |
| 10                                | Galda Levente                     | Eredő (Galda Levente, Szekér Gergő)                                               | 8                                 | 7                                 | 8                                 | 8                                 | 31                                | Kiesett                           |

#### Második elődöntő
A versenyprodukciók mellett extra fellépő volt az 1998-as Eurovíziós Dalfesztivál magyar versenyzője, Charlie és Király Linda, akik a Jászom, ahogyan lélegzem című dalt adták elő. A második elődöntőben osztotta ki a zsűri A legjobb dalszöveg díjat, melyet Kardos-Horváth Jánosnak, az Egyetlen szó című dal szerzőjének ítéltek oda.
| Második elődöntő – 2021. március 6. | Második elődöntő – 2021. március 6.                  | Második elődöntő – 2021. március 6.                                                                                    | Második elődöntő – 2021. március 6. | Második elődöntő – 2021. március 6. | Második elődöntő – 2021. március 6. | Második elődöntő – 2021. március 6. | Második elődöntő – 2021. március 6. | Második elődöntő – 2021. március 6. |
| #                                   | Előadó                                               | Dal (zene / szöveg) | Pontozás                            | Pontozás                            | Pontozás                            | Pontozás                            | Pontozás                            | Eredmény                            |
| #                                   | Előadó                                               | Dal (zene / szöveg) | Nagy Feró                           | Vincze Lilla                        | Mező Misi                           | Ferenczi György                     | Σ                                   | Eredmény                            |
| ----------------------------------- | ---------------------------------------------------- | --- | ----------------------------------- | ----------------------------------- | ----------------------------------- | ----------------------------------- | ----------------------------------- | ----------------------------------- |
| 11                                  | Tortuga                                              | Törnek az ablakok (Kerle Ákos, Tomku Milán, Hegyi Ábel, Dömötör Sándor / Hegyi Ábel)                                   | 9                                   | 8                                   | 9                                   | 9                                   | 35                                  | Kiesett                             |
| 12                                  | Hajdu Erik                                           | Szürke madár (Hajdu Erik)                                                                                              | 7                                   | 9                                   | 8                                   | 9                                   | 33                                  | Kiesett                             |
| 13                                  | Nagy Szilárd feat. Ragány Misa                       | Drága Hazám (Szűcs Norbert, Nagy Szilárd, Ragány Misa / Hujber Szabolcs, Nagy Szilárd, Ragány Misa)                    | 8                                   | 7                                   | 7                                   | 8                                   | 30                                  | Kiesett                             |
| 14                                  | Radics Gigi                                          | Egy vagy velem (Radics Gigi / Hujber Szabolcs)                                                                         | 9                                   | 9                                   | 10                                  | 10                                  | 38                                  | Továbbjutott                        |
| 15                                  | Süle Zsolt                                           | Befúj (Süle Zsolt) | 10                                  | 10                                  | 10                                  | 9                                   | 39                                  | Továbbjutott                        |
| 16                                  | Down For Whatever                                    | Zuhanás (Diószegi István, Császár Róbert, Zsoldos Dávid, Czink Zsombor)                                                | 8                                   | 8                                   | 9                                   | 9                                   | 34                                  | Kiesett                             |
| 17                                  | Swing à la Django és Herrer Sára feat. Sárközi Lajos | Maradok (Toldi Miklós, Polgár Odett / Szepesi Mátyás)                                                                  | 9                                   | 10                                  | 10                                  | 10                                  | 39                                  | Továbbjutott                        |
| 18                                  | Noémo                                                | Hableány (Takácsová Noémi)                                                                                             | 8                                   | 9                                   | 10                                  | 10                                  | 37                                  | Kiesett                             |
| 19                                  | Anevemandras                                         | Hazaérek majd (Kállay Saunders, Kuti Róbert, Fésűs Ádám, Siklósi Bence, Julian Alejandro Torres Vargas / Tabár István) | 9                                   | 9                                   | 10                                  | 9                                   | 37                                  | Kiesett                             |
| 20                                  | Andelic Jonathan                                     | Áldom (Andelic Jonathan, Ferencz Péter Peet)                                                                           | 8                                   | 7                                   | 10                                  | 9                                   | 34                                  | Továbbjutott                        |

### Döntő
A döntőt 2021. március 13-án tartja az MTVA nyolc előadó részvételével. A végeredmény a nézői szavazás illetve a szakmai zsűri szavazatai alapján alakul ki. A zsűri a dalok elhangzása után csak szóban értékeli a produkciókat. Az összes dal elhangzása után pontozta a produkciókat a zsűri. Az első helyezett 10 pontot kap, a második 8-at, a harmadik 6-ot, míg a negyedik 4 pontot. A pontozás során a négy legtöbb pontot szerzett dal közül a nézők SMS-ben küldött szavazatokkal választják ki a verseny győztesét. A műsort élőben közvetíti a Duna és a Duna World, illetve interneten adal.hu.
| #  | Előadó Dal (zene / szöveg)                                                        | Zsűri    | Zsűri    | Nézők | Nyeremény    |
| #  | Előadó Dal (zene / szöveg)                                                        | Pontszám | Eredmény | Nézők | Nyeremény    |
| -- | --------------------------------------------------------------------------------- | -------- | -------- | ----- | ------------ |
| 01 | Swing à la Django és Herrer Sára feat. Sárközi Lajos                              | 4        | 6.       | —     | 1 millió Ft  |
| 01 | Maradok (Toldi Miklós, Polgár Odett / Szepesi Mátyás)                             | 4        | 6.       | —     | 1 millió Ft  |
| 02 | Katona Petra                                                                      | 0        | 7.       | —     | 1 millió Ft  |
| 02 | Viszlát Múlt (Katona Petra, Kovács Dániel, Koszorú Attila Gábor, Gerendás Dániel) | 0        | 7.       | —     | 1 millió Ft  |
| 03 | Andelic Jonathan                                                                  | 8        | 5.       | —     | 1 millió Ft  |
| 03 | Áldom (Andelic Jonathan, Ferencz Péter Peet)                                      | 8        | 5.       | —     | 1 millió Ft  |
| 04 | BariLaci                                                                          | 36       | 1.       | 2–4.  | 5 millió Ft  |
| 04 | Féltelek. (Bari Laci)                                                             | 36       | 1.       | 2–4.  | 5 millió Ft  |
| 05 | Radics Gigi                                                                       | 22       | 3.       | 2–4.  | 5 millió Ft  |
| 05 | Egy vagy velem (Radics Gigi / Hujber Szabolcs)                                    | 22       | 3.       | 2–4.  | 5 millió Ft  |
| 06 | Mudfield                                                                          | 0        | 7.       | —     | 1 millió Ft  |
| 06 | Nincsen szerencsém (Kovácsovics Máté)                                             | 0        | 7.       | —     | 1 millió Ft  |
| 07 | Süle Zsolt                                                                        | 30       | 2.       | 2–4.  | 5 millió Ft  |
| 07 | Befúj (Süle Zsolt)                                                                | 30       | 2.       | 2–4.  | 5 millió Ft  |
| 08 | Kaukázus                                                                          | 12       | 4.       | 1.    | 10 millió Ft |
| 08 | Egyetlen szó (Kardos-Horváth János, Kontor Tamás)                                 | 12       | 4.       | 1.    | 10 millió Ft |

#### Ponttáblázat
| \| Dalok \| Zsűri szavazatok \| Zsűri szavazatok \| Zsűri szavazatok \| Zsűri szavazatok \| Zsűri szavazatok \| \| Dalok \| Σ \| Nagy Feró \| Vincze Lilla \| Mező Misi \| Ferenczi György \| \| -------------------------------------------------------------- \| ---------------- \| ---------------- \| ---------------- \| ---------------- \| ---------------- \| \| Maradok (Swing à la Django és Herrer Sára feat. Sárközi Lajos) \| 4 \| \| 4 \| \| \| \| Viszlát Múlt (Katona Petra) \| 0 \| \| \| \| \| \| Áldom (Andelic Jonathan) \| 8 \| 4 \| \| 4 \| \| \| Féltelek. (BariLaci) \| 36 \| 8 \| 10 \| 10 \| 8 \| \| Egy vagy velem (Radics Gigi) \| 22 \| 6 \| \| 6 \| 10 \| \| Nincsen szerencsém (Mudfield) \| 0 \| \| \| \| \| \| Befúj (Süle Zsolt) \| 30 \| 10 \| 6 \| 8 \| 6 \| \| Egyetlen szó (Kaukázus) \| 12 \| \| 8 \| \| 4 \| |                  |                  |                  |                  |                  |
| Dalok | Zsűri szavazatok | Zsűri szavazatok | Zsűri szavazatok | Zsűri szavazatok | Zsűri szavazatok |
| Dalok | Σ                | Nagy Feró        | Vincze Lilla     | Mező Misi        | Ferenczi György  |
| Maradok (Swing à la Django és Herrer Sára feat. Sárközi Lajos) | 4                |                  | 4                |                  |                  |
| Viszlát Múlt (Katona Petra) | 0                |                  |                  |                  |                  |
| Áldom (Andelic Jonathan) | 8                | 4                |                  | 4                |                  |
| Féltelek. (BariLaci) | 36               | 8                | 10               | 10               | 8                |
| Egy vagy velem (Radics Gigi) | 22               | 6                |                  | 6                | 10               |
| Nincsen szerencsém (Mudfield) | 0                |                  |                  |                  |                  |
| Befúj (Süle Zsolt) | 30               | 10               | 6                | 8                | 6                |
| Egyetlen szó (Kaukázus) | 12               |                  | 8                |                  | 4                |

A nézői szavazás alapján A Dalt a Kaukázus nyerte. A versenydaluk, az Egyetlen szó megfelelt volna az Eurovíziós Dalfesztivál szabályainak, hiszen 2020. szeptember 1-je után mutatták be.

## A Dal 2021 különdíjai
Hatodik éve ítéli oda a szakmai zsűri A Dal felfedezettje, illetve A legjobb dalszöveg díját.
- A Dal 2021 felfedezettje: Katona Petra
- A Dal 2021 legjobb dalszövege: Egyetlen szó, szerző: Kardos-Horváth János
- A legjobb akusztikus változat: Áldom, szerzők: Andelic Jonathan és Ferencz Péter Peet, előadó: Andelic Jonathan

## Visszatérő előadók
Az egyes fordulók neveinek megváltozása miatt a 2013 és 2016 között életben lévő elődöntő–középdöntő–döntő rendszer elnevezése a táblázatban a 2017-ben bevezetett válogató–elődöntő–döntő formátumban olvasható.
| Előadó                                    | Előző év(ek)                              | Előző dal(ok)                                                      | Előző legjobb eredmény(ek)                |
| A Dal eurovíziós nemzeti dalválasztó show | A Dal eurovíziós nemzeti dalválasztó show | A Dal eurovíziós nemzeti dalválasztó show                          | A Dal eurovíziós nemzeti dalválasztó show |
| ----------------------------------------- | ----------------------------------------- | ------------------------------------------------------------------ | ----------------------------------------- |
| Csondor Kata                              | 2017                                      | Create                                                             | Első válogató (=8. hely)                  |
| Horányi Juli (YOULÏ-ként)                 | 2016                                      | Come Along                                                         | Harmadik válogató (10. hely)              |
| Kállay-Saunders András (Anevemandrasként) | 2012                                      | I Love You                                                         | Első elődöntő (5. hely)                   |
| Kállay-Saunders András (Anevemandrasként) | 2013                                      | My Baby                                                            | Döntő (2. hely)                           |
| Kállay-Saunders András (Anevemandrasként) | 2014                                      | Running                                                            | Döntő (1. hely)                           |
| Kállay-Saunders András (Anevemandrasként) | 2016                                      | Who We Are (a Kállay Saunders Band tagjaként)                      | Döntő (3. hely)                           |
| Kállay-Saunders András (Anevemandrasként) | 2017                                      | Seventeen (a Kállay Saunders Band tagjaként)                       | Döntő (=7. hely)                          |
| Kállay-Saunders András (Anevemandrasként) | 2019                                      | Roses (a The Middletonz tagjaként)                                 | Döntő (=6. hely)                          |
| LivingRoom                                | 2018                                      | Kirakat élet                                                       | Első válogató (=7. hely)                  |
| Noémo                                     | 2014                                      | Minden mosoly (a BülBüls tagjaként)                                | Harmadik válogató (9. hely)               |
| Noémo                                     | 2018                                      | Levegőt                                                            | Első válogató (6. hely)                   |
| Pál Benjámin (a Living Room tagjaként)    | 2017                                      | Father's Eyes                                                      | Harmadik válogató (=7. hely)              |
| Radics Gigi                               | 2013                                      | Úgy fáj                                                            | Döntő (2. hely)                           |
| Radics Gigi                               | 2014                                      | Catch Me                                                           | Első elődöntő (=6. hely)                  |
| Radics Gigi                               | 2017                                      | See It Through                                                     | Döntő (3. hely)                           |
| Süle Zsolt                                | 2018                                      | Zöld a május                                                       | Döntő (=7. hely)                          |
| Szabó Leslie                              | 2014                                      | Hogy segíthetnék?                                                  | Első elődöntő (4. hely)                   |
| Szekér Gergő                              | 2019                                      | Madár, repülj!                                                     | Döntő (5. hely)                           |
| Szőke Nikoletta                           | 2018                                      | Életre kel (Kökény Attilával és Szakcsi Lakatos Róberttel közösen) | Második elődöntő (6. hely)                |
| A Dal tehetségkutató műsor                |                                           |                                                                    |                                           |
| NÁGI (Bettivel közösen)                   | 2020                                      | Freedom – Felszállok a gépre                                       | Első elődöntő (6. hely)                   |
| Tortuga                                   | 2020                                      | Mámor tér 3.                                                       | Döntő (=7. hely)                          |

Mező Misi, a műsor zsűritagja korábban 2016-ban a Második Műszak zenekarral együtt vendégprodukcióként adta elő az Emlékszem nyár volt című dalt, valamint a 2018-as döntőben is fellépett a Magna Cum Laudéval és Ferenczi Györggyel közösen. Továbbá Vincze Lilla a 2018-as Eurovíziós Dalfesztiválon volt a nemzetközi zsűri egyik magyarországi tagja Bolyki Balázs, Karácsony James, Szabó Zé és Szandi mellett.

## Nézettség
Az egyes adások 19:35-kor kezdődtek, és 21:45-ig tartottak. Másnap hajnalban és délelőtt a Duna World tűzte műsorra az ismétléseket.
A műsort a televíziós csatornákon túl az interneten is figyelemmel lehetett követni élőben. A Dal 2021 hivatalos honlapja, adal.hu oldal minden adást közvetített.
Jelmagyarázat
     – A Dal 2021 legmagasabb nézettsége
     – A Dal 2021 legalacsonyabb nézettsége
| Adás              | Sugárzás                         | Duna                 | Duna                 | Duna                 | Duna                | Duna                | Duna                | Forrás     |
| Adás              | Sugárzás                         | Teljes lakosság (4+) | Teljes lakosság (4+) | Teljes lakosság (4+) | Célközönség (18–59) | Célközönség (18–59) | Célközönség (18–59) | Forrás     |
| Adás              | Sugárzás                         | AMR                  | Arány (SHR%)         | Heti helyezés        | AMR                 | Arány (SHR%)        | Heti helyezés       | Forrás     |
| A Dal 2021        | A Dal 2021                       | A Dal 2021           | A Dal 2021           | A Dal 2021           | A Dal 2021          | A Dal 2021          | A Dal 2021          | A Dal 2021 |
| ----------------- | -------------------------------- | -------------------- | -------------------- | -------------------- | ------------------- | ------------------- | ------------------- | ---------- |
| Első válogató     | 2021. január 30. szombat, 19:35  | 258 583              | 6,0                  | 22.                  | 38 000              | 2,4                 | 30+                 | [ 1 ]      |
| Második válogató  | 2021. február 6. szombat, 19:35  | 239 620              | 5,6                  | 25.                  | 33 000              | 2,1                 | 30+                 | [ 2 ]      |
| Harmadik válogató | 2021. február 13. szombat, 19:35 | 230 595              | 5,2                  | 28.                  | 42 000              | 2,5                 | 30+                 | [ 3 ]      |
| Negyedik válogató | 2021. február 20. szombat, 19:35 | 231 724              | 5,4                  | 29.                  | 28 000              | 1,9                 | 30+                 | [ 4 ]      |
| Első elődöntő     | 2021. február 27. szombat, 19:35 | 218 000              | 5,1                  | 30+                  | 38 000              | 2,4                 | 30+                 | [ 5 ]      |
| Második elődöntő  | 2021. március 6. szombat, 19:35  | 198 000              | 4,6                  | 30+                  | 20 000              | 1,3                 | 30+                 | [ 6 ]      |
| Döntő             | 2021. március 13. szombat, 19:35 | 263 233              | 6,3                  | 22.                  | 33 000              | 2,2                 | 30+                 | [ 7 ]      |